# Cuney (Texas)
Cuney es un pueblo ubicado en el condado de Cherokee en el estado estadounidense de Texas. En el Censo de 2010 tenía una población de 140 habitantes y una densidad poblacional de 32,9 personas por km².

## Geografía
Cuney se encuentra ubicado en las coordenadas 32°2′15″N 95°24′53″O / 32.03750, -95.41472. Según la Oficina del Censo de los Estados Unidos, Cuney tiene una superficie total de 4.26 km², de la cual 4.26 km² corresponden a tierra firme y (0%) 0 km² es agua.

## Demografía
Según el censo de 2010, había 140 personas residiendo en Cuney. La densidad de población era de 32,9 hab./km². De los 140 habitantes, Cuney estaba compuesto por el 12.14% blancos, el 72.86% eran afroamericanos, el 0% eran amerindios, el 0% eran asiáticos, el 0% eran isleños del Pacífico, el 7.14% eran de otras razas y el 7.86% pertenecían a dos o más razas. Del total de la población el 12.14% eran hispanos o latinos de cualquier raza.